# Иньков, Николай Иванович
Николай Иванович Иньков (13 мая 1951 года) — советский борец классического стиля, чемпион и призёр чемпионатов Европы, призёр Кубка мира, Заслуженный мастер спорта СССР, Заслуженный тренер России (2000).

## Биография
Родился 13 мая 1951 года в Новой Малыкле Новомалыклинском районе Ульяновской области.
Тренер — заслуженный тренер СССР А. И. Винник. В сборной команде СССР с 1980 по 1982 год. Выступал за Вооруженные силы Ульяновское высшее военно-техническое училище (Ульяновск). Завершил спортивную карьеру в 1982 году. Живёт в Ульяновске.
Выпускник Ульяновского педагогического училища № 3 (ныне Ульяновское училище (техникум) олимпийского резерва). По завершении спортивной карьеры Николай Иньков четыре года работал в национальной команде, где тренировал Александра Карелина.
После сборной страны Иньков перешёл на преподавательскую стезю и много лет проработал на кафедре физического воспитания в Ульяновском высшем военно-техническом училище. Фотография Инькова находится в зале спортивной славы техникума олимпийского резерва.